# Toreador (motorfiets)
Toreador is een Brits historisch merk van motorfietsen.
De bedrijfsnaam was: The Toreador Engineering Co., Ribble Bank Mills, Preston.
Net als The Matador Engineering Co in Preston maakte dit bedrijf motorfietsen die door Bert Houlding waren ontworpen. Bert Houlding had Matador in 1925 verlaten en dat was het jaar dat de "Toreador"-motorfietsen op de markt verschenen.
Wellicht geïnspireerd door de resultaten in de Isle of Man TT (J.A. Watson-Bourne was met een Matador vierde geworden in de Junior TT van 1923 en A. Tinkler was in 1924 derde geworden in de Sidecar TT) ging hij voor Toreador wel meer sportieve modellen ontwerpen.
Het eerste model was voorzien van een 495cc-MAG-V-twin-kopklepmotor, volledige kettingaandrijving en een Burman drieversnellingsbak. Hij voorzag de machine ook al een gepatenteerd verstelbaar stuur dat hij in zijn tijd bij Matador ontwikkeld had.
In 1926 koos men voor JAP-motoren. Toreador leverde 490cc-zijklepmotoren en 246-, 344- en 490cc-kopkleppers, waarvan de laatste gegarandeerd 90 mijl per uur haalde.
In 1927 waren er drie modellen, nog steeds allemaal met Burman-versnellingsbakken. Nu gebruikte Houlding weer de oliegekoelde 349cc-Bradshaw-kopklepmotor, waar hij veel vertrouwen in stelde en die ook in de Matador-motorfietsen werd gebruikt. Daarnaast was de 490cc-JAP-motor als kop- en zijklepmotor leverbaar. De beide kopklepmodellen konden ook met een speciale "supersport"-uitrusting worden geleverd.
In 1928 keerde de 344cc-uitvoering terug, nu met de "Twin Port"-motor, naast een 346cc-JAP en een nieuwe 498cc-JAP racemotor. Dit was het laatste jaar van het bestaan van het merk Toreador.